# Jiachuan, Sichuan
Jiachuan (kinesiska: Chia-ch’uan, Chia-ch’uan-chen, 嘉川) är en köpinghuvudort i Kina. Den ligger i provinsen Sichuan, i den sydvästra delen av landet, omkring 270 kilometer nordost om provinshuvudstaden Chengdu. Antalet invånare är 38 421. Befolkningen består av 17 536 kvinnor och 20 885 män. Barn under 15 år utgör 14,0 %, vuxna 15-64 år 75 %, och äldre över 65 år 9,0 %.
Runt Jiachuan är det tätbefolkat, med 343 invånare per kvadratkilometer. Jiachuan är det största samhället i trakten. I omgivningarna runt Jiachuan växer i huvudsak blandskog.
Genomsnittlig årsnederbörd är 1 312 millimeter. Den regnigaste månaden är juli, med i genomsnitt 346 mm nederbörd, och den torraste är december, med 2 mm nederbörd.